# ليفيا ياروكا
ليفيا ياروكا (ولدت في 6 تشرين الأول / أكتوبر 1974) هي سياسية مجرية من أصل غجري. وهي عضو في البرلمان الأوروبي وتشغل منصب نائب الرئيس منذ تشرين الثاني / نوفمبر 2017، أُنتُخِبت لأول مرة كجزء من قائمة فيدس في عام 2004. ياروكا هي ثاني شخص (وأول امرأة) من الغجر يتم انتخابه في البرلمان الأوروبي.
نشأت ياروكا في مدينة شوبرون بالقرب من الحدود الغربية للمجر مع النمسا. والدها من الغجر، والدتها مجرية. بعد حصولها على درجة الماجستير في علم الاجتماع الجامعة الأوروبية المركزية في وارسو بمنحة من مؤسسات المجتمع المنفتح، تابعت دراسة الأنثروبولوجيا في بريطانيا، مع التركيز على قضايا الغجر وثقافتهم.